# Ophiorrhiza
Ophiorrhiza es un género de plantas con flores del orden de las Gentianales de la familia de las rubiáceas.
Es nativo de las regiones tropicales de Asia y Pacífico.

## Especies más conocidas
- Ophiorrhiza cantonensis
- Ophiorrhiza hayatana
- Ophiorrhiza japonica
- Ophiorrhiza mungos - leño colubrino[2]
- Ophiorrhiza parviflora
- Ophiorrhiza pellucida
- Ophiorrhiza pumila

## Sinonimia
- Mitreola Boehm. in C.G.Ludwig (1760).
- Mungos Adans. (1763).
- Hayataella Masam. (1934).[3]